# Hulihyder, Gangawati
Hulihyder là một làng thuộc tehsil Gangawati, huyện Koppal, bang Karnataka, Ấn Độ.